# تیم ملی فوتبال زیر ۲۰ سال آلمان
}}
تیم ملی فوتبال زیر ۲۰ سال آلمان (انگلیسی: Germany national under-20 football team) نماینده کشور آلمان در جام جهانی فوتبال زیر ۲۰ سال است که زیر نظر فدراسیون فوتبال آلمان فعالیت می‌کند.
از افتخارات این تیم می‌توان به قهرمانی در مسابقات جام جهانی فوتبال زیر ۲۰ سال در سال ۱۹۸۱ و نایب قهرمانی در سال ۱۹۸۷ اشاره کرد.

## افتخارات

### تیم ملی زیر ۲۰ سالآلمان شرقی
جام جهانی فوتبال زیر ۲۰ سال
- سومی(۱بار): ۱۹۸۷

### تیم ملی زیر ۲۰ سالآلمانوآلمان غربی
جام جهانی فوتبال زیر ۲۰ سال
- قهرمان(۱بار): ۱۹۸۱
- نایب قهرمان(۱بار): ۱۹۸۷